# Quinto Fabio Catulino
Quinto Fabio Catulino (en latín: Quintus Fabius Catullinus) fue un militar y senador romano que vivió a finales del siglo I y mediados del siglo II, y desarrolló su carrera bajo los reinados de los emperadores Trajano, y Adriano.

## Carrera
Mediante diplomas militares se constata que Catulino fue desde octubre de 127 hasta febrero o marzo de 129, gobernador de la provincia de África, lo que conllevaba el mando de la Legio III Augusta en el distrito militar de Numidia. En este puesto, recibió la visita de Adriano a su gobernación, dirigiendo unas importantes maniobras militares, que merecieron la aprobación imperial.
Fue cónsul ordinario en 130 junto a Marco Flavio Apro.